# TMR

TMR (ang. total mixed ration – całkowicie wymieszana dawka) – najpopularniejszy system żywienia krów posiadających wysoki potencjał produkcyjny. Wedle prawideł żywienia krów mlecznych, niemożliwe jest optymalne żywienie krowy mlecznej, której roczna wydajność mleka przekracza 8000 kg, bez zastosowania TMR.
System ten polega na zadawaniu zwierzętom do woli mieszanin pełnoporcjowych zapewniających odpowiednią koncentrację energii, białka oraz składników mineralnych i witamin w 1 kg suchej masy (SM) mieszaniny. Do wyprodukowania takiej mieszaniny niezbędny jest wóz paszowy, który pozwala na mieszanie pasz oraz zadawanie ich do żłobów. W USA około 40% stad (zwłaszcza powyżej 200 szt.) żywionych jest tym systemem. 
Do zalet TMR zaliczyć należy: zmniejszenie ryzyka występowania chorób metabolicznych, pozytywny wpływ na przemiany w żwaczu, lepsze pobranie paszy (1-2 kg suchej masy), zwiększenie wydajności mlecznej o około 5%, możliwość wykorzystania pasz odpadowych, czynniki ekonomiczne (zmniejszenie nakładów na siłę roboczą, mniejszy koszt żywienia).